# Brandon Carlo
Brandon Carlo (ur. 26 listopada 1996 w Colorado Springs) – hokeista amerykański, gracz ligi NHL, reprezentant Stanów Zjednoczonych.

## Kariera klubowa
- Tri-City Americans (19.09.2012 - 25.09.2015)
- Boston Bruins (25.09.2015 - 
  -  Providence Bruins (2015 - 2016)

## Kariera reprezentacyjna
- Reprezentant USA na MŚJ U-20 w 2015
- Reprezentant USA na MŚJ U-20 w 2016

## Sukcesy
Reprezentacyjne
- Brązowy medal z reprezentacją USA na MŚJ U-20 w 2016

Klubowe
- Prince of Wales Trophy z zespołem Boston Bruins w sezonie 2018-2019